# HD 96834
HD 96834，又名BD+43 2083，SAO 43627、HR 4336，是一颗恒星，视星等为5.89，位于銀經168.3，銀緯63.89，其B1900.0坐标为赤經11h 4m 2.6s，赤緯+43° 63.89′ 59″。